# A Night of Mystery

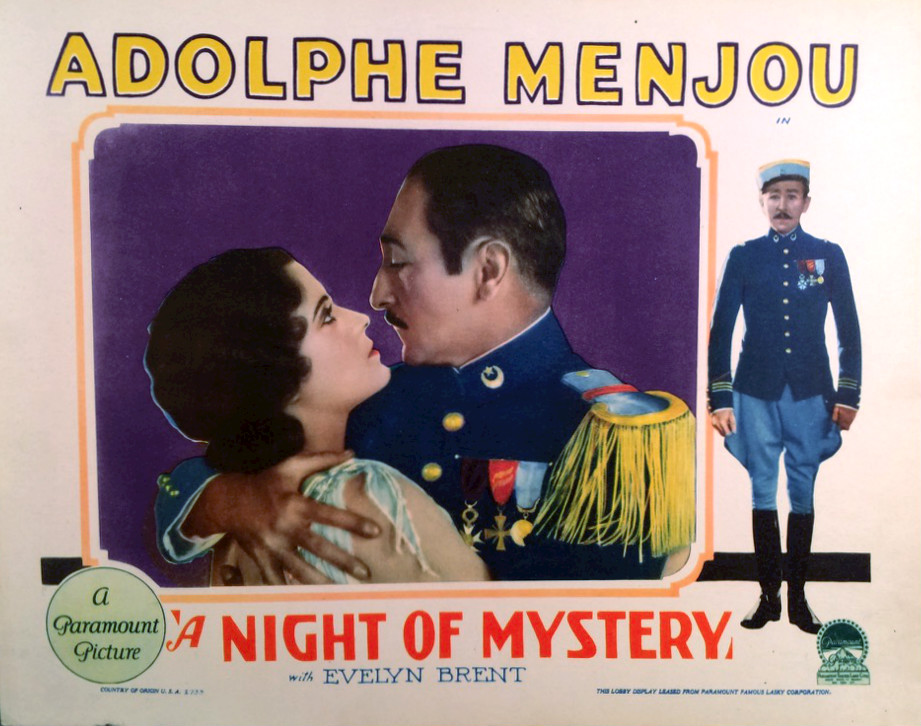
Carte promotionnelle du film

A Night of Mystery est un film américain réalisé par Lothar Mendes et sorti en 1928.
Il est considéré comme perdu.

## Synopsis
Devant rejoindre l'Afrique au plus vite, le capitaine Ferréol vient voir Gilberte Boismartel, son ancienne fiancée aujourd'hui mariée à Rochemore, un magistrat français. Ferréol lui remet ses anciennes lettres d'amour, mais en quittant son ancienne flamme, il assiste au meurtre de son rival...

## Fiche technique
- Autre titre : The Code of Honor[2]
- Réalisation : Lothar Mendes
- Scénario : Ernest Vajda d'après Ferréol de Victorien Sardou
- titres : Herman J. Mankiewicz[3]
- Photographie : Harry Fischbeck
- Distribution : Paramount Pictures
- Durée : 60 minutes (6 bobines)
- Dates de sortie :
  - USA : 7 avril 1928

## Distribution
- Adolphe Menjou : Captain Ferreol

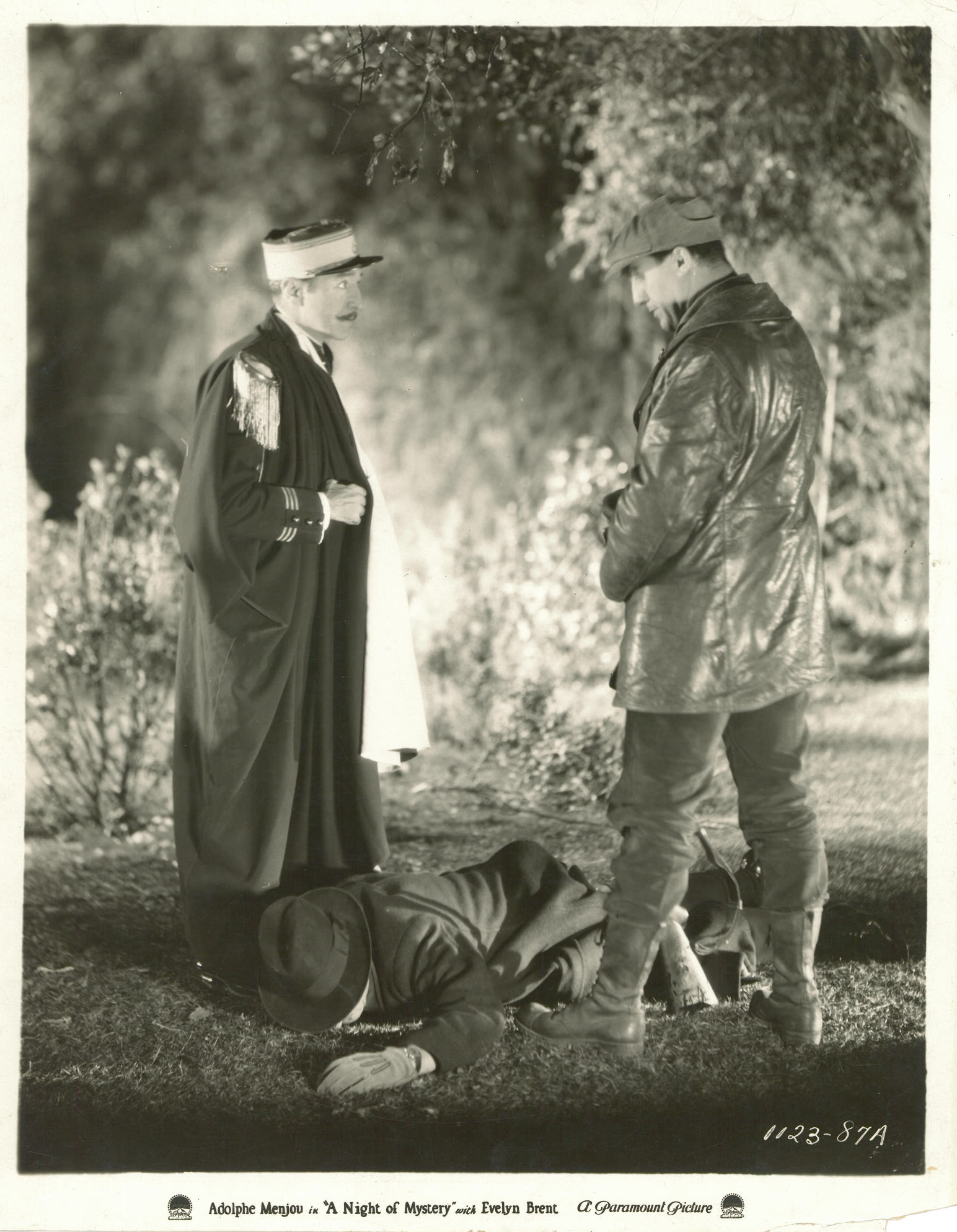
Raoul Paoli dans le rôle de Marcasse.

- Evelyn Brent : Gilberte Boismartel
- Nora Lane : Thérèse D'Egremont
- William Collier Jr. : Jérôme D'Egremont
- Raoul Paoli : Marcasse
- Claude King : Marquis Boismartel
- Frank Leigh : Rochemore